# Брыков, Анатолий Викторович
Анатолий Викторович Брыков (16 июля 1921, Брянск — 30 ноября 2007, Москва) — член научной группы акад. М. К. Тихонравова, один из создателей Первого искусственного спутника Земли, Заслуженный деятель науки и техники Российской Федерации, Лауреат Ленинской премии, Академик Академии космонавтики имени К. Э. Циолковского, доктор технических наук, профессор.

## Биография
Летом 1941 года Анатолий Брыков закончил второй курс Брянского института транспортного машиностроения и через 10 дней после начала ВОВ вместе с другими студентами и молодыми рабочими города был призван на защиту Отечества. В годы войны участвовал в составе военно-строительных частей 6-й сапёрной армии в строительстве в том числе на подступах к Брянску, Пензе, Куйбышеву, Москве различных инженерных сооружений.
В конце войны оставшимся в живых студентам предоставили возможность продолжить учёбу. А. В. Брыков в марте 1945 г. поступил в Московский механический институт, через 3 года (в 1948) преобразованный в Московский инженерно-физический институт (МИФИ). Над дипломным проектом работал в конструкторском бюро под руководством Александра Давидовича Надирадзе. 15 июня 1949 года успешно защитил дипломный проект, окончил институт по специальности «Проектирование и производство ракетного вооружения» и получил диплом с «отличием».
Предполагалось, что и дальнейшая работа А. В. Брыкова продолжится в данном КБ. Однако в это время представителю военного министерства из Академии артиллерийских наук (ААН) было предоставлено право выбрать из выпускников МИФИ лучших студентов для работы в недавно созданном в 1946 г. НИИ-4, относившемся к ААН и работавшем над исследованием вопросов ракетного вооружения. Так А. В. Брыков оказался в НИИ-4.
В институте он был определён м.н.с. в управление Михаила Клавдиевича Тихонравова, разрабатывавшее вопросы, связанные с жидкостными баллистическими ракетами, и включавшее несколько отделов: отдел конструирования ракет, два отдела, занимавшиеся исследованиями вопросов, связанных с двигателями и топливом, и баллистический отдел, занимавшийся разработкой вопросов, связанных с теорией полёта ракет упомянутого вида.
Баллистический отдел ещё только создавался, в основном из молодых инженеров. 20 июля 1949 года его состав пополнил и А. В. Брыков.
К этому времени после разработки ещё в РНИИ проекта высотной ракеты ВР-190 (на основе усовершенствованной трофейной ФАУ-2) группа М. К. Тихонравова, в которую на то время входили И. М. Яцунский, Г. Ю. Максимов, Л. Н. Солдатова и Я. И. Колтунов и только что присоединился А. В. Брыков, поставила перед собой задачу многоступенчатой жидкостной баллистической ракеты, способной вывести на орбиту искусственного спутника Земли космический корабль с человеком на борту. В основе этого дерзкого научного замысла М. К. Тихонравов, основываясь на малоизвестных работах К. Э. Циолковского, предложил использовать пакет-схему ракеты, что позволяло осуществить этот замысел на основе уже имевшегося на то время технического уровня советской промышленности.
Первые доклады М. К. Тихонравова о предварительных итогах этих исследований на научно-техническом совете (НТС) института в 1948 году и на первой научно-технической конференции НИИ-4 в марте 1950 года встретили недружелюбный отклик (что объяснялось не только непониманием или узостью мышления отдельных собравшихся, но и той тяжёлой обстановкой, которая сложилась в народном хозяйстве страны после окончания войны и стремлением ответственно распоряжаться весьма ограниченными средствами на научные исследования и разработки). В 1950 г. М. К. Тихонравов был переведён с поста руководителя управления на должность научного консультанта, а его сотрудникам — запрещено продолжать заниматься космической тематикой (в рабочее время).
Научные отчёты, содержащие выполненные разработки управления по многоступенчатым ракетам «пакетной» схемы, в начале 1951 года были направлены в ОКБ С. П. Королёва. В связи с напряжённой международной обстановкой (усиливающейся угрозой безответного ядерного удара по СССР со стороны США) была осознана необходимость в создании баллистической ядерной ракеты с дальностью стрельбы 8-10 тыс. км и С. П. Королёву удалось заказать выполнение этой разработки силами НИИ-4 (а именно, группой Тихонравова). А поскольку МБР указанной дальности почти всегда может служить ракетой-носителем и для искусственного спутника Земли, то это дало возможность продолжения исследований и по указанному направлению.
Во второй половине 1951 года группа Тихонравова пополнилась Игорем Константиновичем Бажиновым (самолётчиком) и Олегом Викторовичем Гурко (двигателистом). Оба только что окончили МАИ, были хорошо знакомы с идеями Михаила Клавдиевича (как своего дипломного руководителя) и целенаправленно стремились попасть в группу Тихонравова.
С начала 1954 г. в НИИ-4, опять же по заказу ОКБ С. П. Королёва, началась новая тема: «Исследования по вопросу создания искусственного спутника Земли». Узнали об этом члены группы Тихонравова ещё раньше — 16 сентября 1953 года. Начать работать по ней группе разрешили, не дожидаясь формального открытия темы…
Эти разработки привели к созданию в стране межконтинентальной двухступенчатой баллистической ракеты (МБР) Р-7 — самой совершенной в мире на то время. Принципиально с помощью неё была решена задача обороноспособности страны, а 4 октября 1957 г. она обеспечила вывод на орбиту первого ИСЗ.
Однако, как боевая ракета, Р-7 имела существенные недостатки, поэтому в мае 1959 года было принято решение о создании двухступенчатой МБР с последовательным расположением ступеней — Р-16, что уже было под силу отечественной промышленности. При первом испытании Р-16 (24 октября 1960) ракета взорвалась при старте, погибли люди, в том числе маршал М. И. Неделин и ряд ведущих разработчиков ракеты Р-16.
Завершить разработку ракеты удалось лишь к концу 1961 года. В задачу А. В. Брыкова при этом входило рассмотрение различных схем составления «пакета» из одинаковых ракет (принципиального аналога современного Универсального ракетного модуля), оценка обеспечения требований надёжности, в частности, оценка возмущений у основной ракеты после разделения, определение весовых характеристик связей (элементов конструкции, объединяющих отдельные ракеты в «пакет»), а также выбор тех предложений для дальнейшего рассмотрения, которые окажутся наиболее простыми в осуществлении. Полученные при этом показатели обсуждались в ОКБ С. П. Королёва с создателями Р-7 в самом начале её разработки и в дальнейшем использовались: Максимовым — для оценки устойчивости полёта «пакета» после разделения, Солдатовой — для определения способов переливания топлива и оценки аэродинамических характеристик «пакета», Колтуновым — для анализа возможностей надёжного старта «пакета».
Общие усилия членов группы завершились разработкой двух вариантов проекта опытного «пакета» из трёх ракет: первый вариант — «пакет» из трёх ракет Р-2 с предельной дальностью полёта 1540 км, второй — «пакет» из трёх ракет Р-3 с предельной дальностью полёта порядка 8000 км.
Вскоре А. В. Брыков рассмотрел ещё три задачи. Во-первых, задача анализа погрешностей вывода спутника на заданную орбиту, обусловленных отделением спутника от носителя. Во-вторых, задача, связанная с конструкторской проработкой автоматизированного спутника, компоновкой его элементов и составлением весовой сводки. В-третьих, задача оценки вероятности столкновения спутника с естественными космическими телами, движущимися вблизи Земли. Последняя задача стала первой печатной работой А. В. Брыкова на страницах журнала «Ракетная техника», а все три легли в основу его кандидатской диссертации.
Впоследствии А. В. Брыков также участвовал в разработке второго и третьего ИСЗ, автоматических лунных станций и многих других разработок в области космической техники. Более подробно его научный вклад описан в книге учёного «50 лет в космической баллистике». А. В. Брыков как ответственный исполнитель участвовал и в разработке монументального исторического труда «Ретроспективный анализ развития ВКС и космической техники» (Издательство в/ч 73790, 1995 год).
Всего за 50 лет работы в институте (НИИ-4, 50 ЦНИИ, 4 ЦНИИ) А. В. Брыковым было обнародовано более 250 научных работ, в том числе 125 печатных. При этом первая из написанных им статей «Оценка метеорной опасности для полётов ИСЗ» была обнародована в одном из выпусков журнала «Ракетная техника» в 1955 году. А последняя статья «Проблема использования теории смещённого оценивания в задачах обеспечения управления полетом космических аппаратов» — в последнем номере журнала «Космические исследования» (Том 37, № 2) в 1999 году.
А. В. Брыков — автор 22 свидетельств на изобретения, под его руководством подготовлен 21 кандидат наук.
А. В. Брыков похоронен 3 декабря 2007 г. на Невзоровском кладбище г. Ивантеевка (Пушкинский р-н Московской области) на Аллее почётных захоронений.

## Награды и звания
- Заслуженный деятель науки и техники Российской Федерации,
- Лауреат Ленинской премии,
- орден «Знак почёта»,
- орден Трудового Красного Знамени,
- орден Отечественной войны II степени,
- 16 медалей.
- Академик Академии космонавтики имени К. Э. Циолковского
- доктор технических наук, профессор[1]